# M. Dagiero Dagiero
M. Dagiero Dagiero (* 24. September 1991) ist ein nauruischer Sprinter. An den Leichtathletik-Weltmeisterschaften 2015 nahm er als einziger Vertreter seines Landes teil. 

## Leben und Karriere
Am 22. August 2015 belegte Dagiero bei den im Nationalstadion Peking stattfindenden Weltmeisterschaften im ersten Vorentscheidungslauf über 100 Meter in einer Zeit von 11,81 Sekunden den neunten und letzten Platz. Lediglich der Kiribatier Kimwaua Makin und der Bhutaner Tashi Dendup erzielten langsamere Zeiten in den „Vor-Vorläufen“.